# Comuna Hrestivka, Ceaplînka
Hrestivka (în ucraineană Хрестівка) este o comună în raionul Ceaplînka, regiunea Herson, Ucraina, formată din satele Hrestivka (reședința) și Svitle.

## Demografie
Componența lingvistică a comunei Hrestivka
     Ucraineană (72,7%)
     Rusă (6,75%)
     Alte limbi (0,34%)
Conform recensământului din 2001, majoritatea populației comunei Hrestivka era vorbitoare de ucraineană (72,7%), existând în minoritate și vorbitori de rusă (6,75%).